# Isar-Damu
Isar-Damu je bil kralj (malikum) prvega Eblaitskega kraljestva,  ki je vladal okoli leta  2320 pr. n. št. Isar-Damu se je več let vojskoval z Marijem in na koncu zmagal. Bil je verjetno zadnji kralj prvega kraljestva.

## Vladanje
Isar-Damu je že v otroških letih nasledil svojega očeta Irkab-Damuja. Njegova mati Dusigu je kot prva Irkab-Damujeva žena in zaradi sorodstvenih vezi z družino vezirja Ibriuma očitno imela dovolj moči, da je na  prestol pripeljala Isar-Damuja, čeprav je bil eden od mlajših kraljevih sinov. V prvih letih vladanja je bil očitno pod močnim vplivom svoje matere in vezirja, ker se njegovo ime na uradnih dokumentih vedno pojavlja za materinim. Ibrium je bil poveljnik vojske in vodil več pohodov proti upornim vazalnim vladarjem in sosednjim kraljestvom.
Isar-Damu je sklenil zavezništvo z Nagarjem in ga utrdil z dinastično poroko svoje hčerke, princese Tagriš-Damu, z nagarskim princem Ultum-Huhujem. V sedmem letu Ibriumovega službovanja je Mari porazil Nagar, s čimer je blokiral trgovske poti med Eblo in južno Mezopotamijo preko severne Mezopotamije.
Ibrium je postal vezir dve leti pred Isar-Damujevim prihodom na prestol in ostal na tem položaju dvajset let do svoje smrti v osemnajstem letu Isar-Damujevega vladanja. Tri leta kasneje je umrla tudi kraljica mati Dusigu. Po Ibriumovi smrti je Isar-Damu  napadel Alalah,  sklenil zavezništvo z Nagarjem in Kišem in napadel Mari.   Pohodu je poveljeval  eblaitski vezir Ibi-Šipiš, sin pokojnega vezirja Ibriuma, in z združeno vojsko zmagal v bitki pri Terki. Po zmagi so zavezniki napadli še eblaitsko vazalno mesto Armi.

## Nasledstvo
Isar-Damu je vladal 35 let. Glavna Isar-Damujeva žena je bila Tabur-Damu, nasledil pa ga je princ Irak-Damu, ki je bil sin ene od Isar-Damujevih prejšnjih žena, katere ime ni znano. Damu se praviloma šteje za zadnjega kralja prvega Eblaitskega kraljestva. Sin Irak-Damu, ki je bil poročen z Ibi-Šipiševo hčerko Zaase, je vladal verjetno zelo malo časa.